# Josip Milić
Josip Milić (Mostar, 30. kolovoza 1966.) je hrvatski književnik iz BiH. Piše pjesme. Po struci je filozof i teolog.

## Životopis
Rodio se je u Mostaru. U rodnom je gradu završio pučku i srednju školu. Zaposlio se je u zrakoplovnoj tvornici Soko. 
1990. je godine u Tomislavgradu stupio kao postulant u Hercegovačku franjevačku provinciju. Novicijat mu je protekao na Humcu. U Zagrebu je od 1992. studirao na Filozofsko-teološkom fakultetu Družbe Isusove. Ondje je studirao filozofiju i teologiju.
Danas služi kao predsjednik Sindikata srednjih škola Hercegovačko-neretvanske županije. Također radi kao profesor filozofije u Gimnaziji Mostar i Gimnaziji fra Grge Martića. 

## Djela
- Raspelo u zrcalu, pjesme, 1996.
- Svitanja u svemiru, pjesme, 2000.
- Sekte i masoni, 2003.
- Žeđ, 2004.
- Knjiga bez korica, 2013.

Fotografijama je opremio zbirku pjesama i skulptura Sanje Fališevac Put prema izvoru (Hrvatski pokret za život i obitelj, 2000.).

### Antologije i zbornici
- Jezik i hrid: pisana riječ članova DHK HB (odabrao i prir. Zdravko Kordić), 2005.
- Krist u hrvatskom pjesništvu: od Jurja Šižgorića do naših dana: antologija duhovne poezije  (izabrao i prir. Vladimir Lončarević), 2007.
- Poslovna etika i duhovnost: zbornik radova međunarodnog simpozija održanog u Zagrebu 12. studenoga 2005. (ur. Ivan Koprek), 2007.
- Korupcija: religijska - etička - praktična promišljanja  (ur. Ivan Koprek, Neda Rogošić), 2009.
- Recesija i otpuštanja: gospodarstveni, etički, psihološki i religiozni vidici (ur. Ivan Koprek), 2010.
- Siromaštvo i etika: religijska, etička i praktična promišljanja (ur. Ivan Koprek), 2011.